# Honduraská lempira
Lempira je zákonným platidlem středoamerického státu Honduras už od roku 1931. Jedna setina lempiry nese název centavo. Mezinárodní ISO kód lempiry je HNL. Před lempirou se v Hondurasu používalo peso. Lempira vycházela při svém zavedení z pesa v paritním poměru 1:1, v podstatě šlo o přejmenování měny. 
Název lempira je převzatý ze jména domorodého kasika Lenca. Jméno jejich panovníka Lempiry v řeči tohoto národu znamená „Pán hory“. Tento muž je národním hrdinou pro své vůdcovství bojů indiánů proti španělským dobyvatelům - conquistadorům v období kolem roku 1535.
Ke květnu 2021 se směnný kurz mezi českou korunou a honduraskou lempirou pohyboval okolo 1 HNL = 0,896 CZK. 

## Mince a bankovky
Mince v oběhu mají hodnoty 1, 2, 5, 10, 20 a 50 centavos. Všechny mince mají shodnou rubovou stranu, na které je vyobrazen státní znak a název státu Honduras. Na lícové straně mincí 20 a 50 centavos je podobizna Lempiry, na ostatních mincích je na lícové straně vavřínový věnec a nominální hodnota mince. 
Bankovky mají nominální hodnoty 1, 2, 5, 10, 20, 50, 100 a 500 lempir.
Vyobrazené osobnosti na jednotlivých bankovkách:
| - 1 lempira – Lempira - 2 lempiry – Marco Aurelio Soto - 5 lempir – Francisco Morazán - 10 lempir – José Trinidad Cabañas |  | - 20 lempir – Dionisio de Herrera - 50 lempir – Juan Manuel Galvez - 100 lempir – Jose Cecilio del Valle - 500 lempir – Ramon Rosa |